# Ацвеж (река)
Ацвеж — река в России, протекает в Котельничском и Свечинском районах Кировской области. Устье реки находится в 32 км по левому берегу реки Юма. Длина реки составляет 48 км, площадь водосборного бассейна 377 км².
Исток реки у деревни Лопатины в 18 км к северо-западу от Котельнича. Вскоре после истока на реке плотина и запруда. Генеральное направление течения — юго-запад. В среднем течении на берегу реки центр Александровского сельского поселения село Александровское и несколько небольших деревень. В нижнем течении река входит в ненаселённый лесной массив, в котором и впадает в Юму.

## Притоки (км от устья)
- река Гуринская (лв)
- 20 км: река Метёлка (пр)
- 21 км: река Кликвяж (лв)
- 26 км: река Берёзовка (пр)
- река Чернушка (лв)
- 35 км: река Большой Ацвеж (пр)

## Данные водного реестра
По данным государственного водного реестра России относится к Камскому бассейновому округу, водохозяйственный участок реки — Вятка от города Котельнич до водомерного поста посёлка городского типа Аркуль, речной подбассейн реки — Вятка. Речной бассейн реки — Кама.
По данным геоинформационной системы водохозяйственного районирования территории РФ, подготовленной Федеральным агентством водных ресурсов:
- Код водного объекта в государственном водном реестре — 10010300412111100036627
- Код по гидрологической изученности (ГИ) — 111103662
- Код бассейна — 10.01.03.004
- Номер тома по ГИ — 11
- Выпуск по ГИ — 1